# Kathrin Gerlof

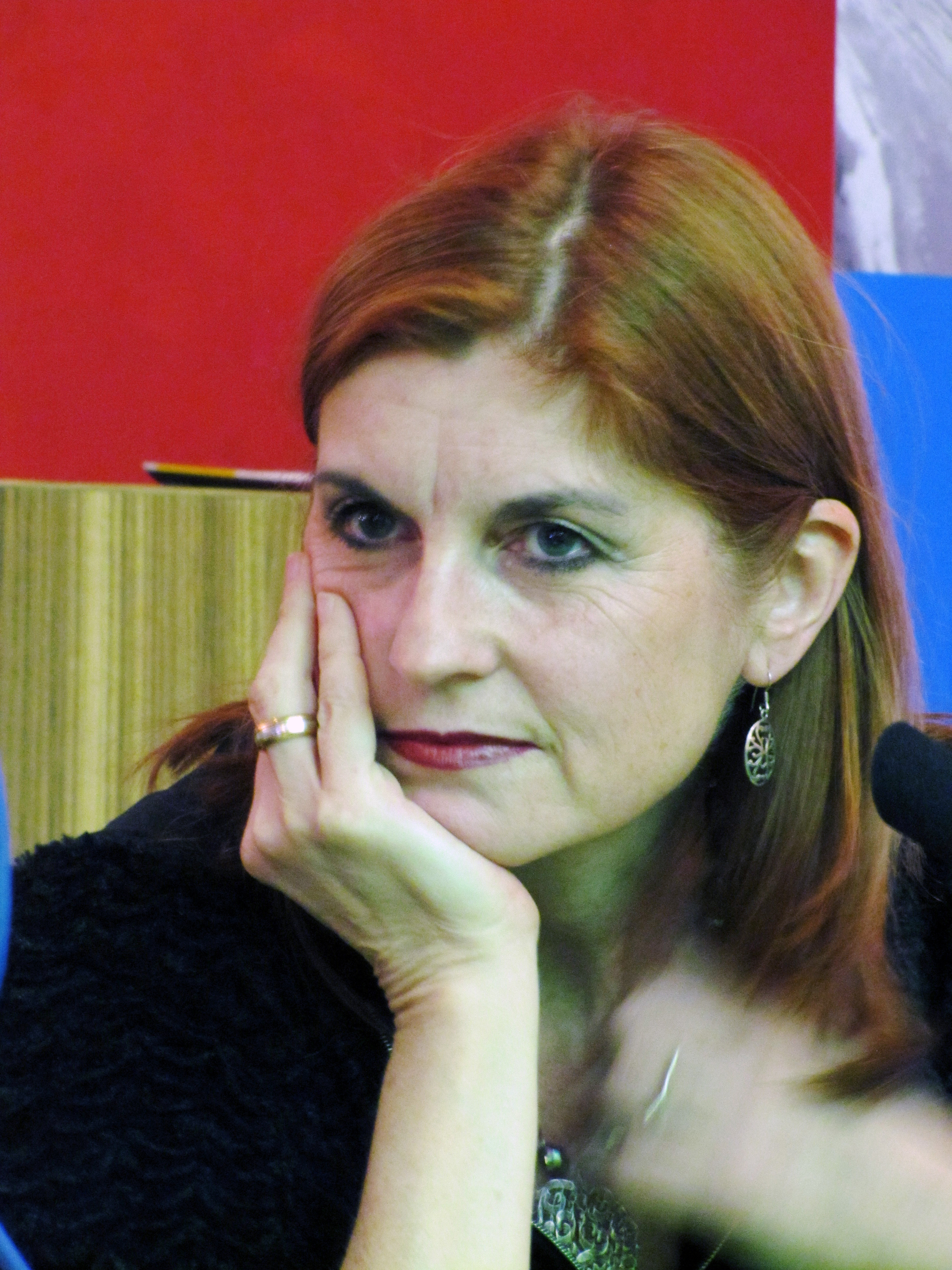
Kathrin Gerlof (2012)

Kathrin Gerlof (* 3. Januar 1962 in Köthen) ist eine freie Journalistin, Autorin, Filmemacherin, Redakteurin und Texterin. Sie war bis zu deren Einstellung 2023 Chefredakteurin der Wirtschaftszeitung OXI.

## Leben
Nach einem zweijährigen Volontariat beim Allgemeinen Deutschen Nachrichtendienst (ADN) in Potsdam studierte sie von 1982 bis 1986 an der Sektion Journalistik an der Leipziger Karl-Marx-Universität. Zwischen 1986 und 1995 arbeitete sie als Redakteurin in verschiedenen Tageszeitungen, zuletzt als Chefredakteurin bei der Tageszeitung Junge Welt.
Seit 1995 arbeitet Kathrin Gerlof als freie Journalistin und Autorin, in den ersten Jahren auch als freie Filmemacherin. Für die Filmproduktion „Kaos Film- und Video“ Köln entstanden Kurzfilme und Filmessays u. a. über die rechte intellektuelle Elite in Deutschland und Antisemitismus in Ostdeutschland.
Seit 2013 schreibt sie regelmäßig Satiren in der Rubrik Flattersatz des neuen deutschland. Seit 2016 gehört sie zum Redaktionsteam der alternativen Wirtschaftszeitung OXI.
Sie ist redaktionell verantwortlich für die viermal jährlich erscheinende Zeitung maldekstra (Auslandsjournal der Rosa-Luxemburg-Stiftung) und den alternativen Wirtschafts-Blog oxiblog.de.
Sie schreibt für Wochen- und Monatszeitungen in Deutschland und Österreich, u. a. der Freitag, tagebuch.at, Frankfurter Hefte, bildpunkt.at.
Im April 2024 wurde sie in den Vorstand des Instituts Solidarische Moderne gewählt.
Kathrin Gerlof hat zwei erwachsene Kinder und lebt in Berlin.

## Veröffentlichungen

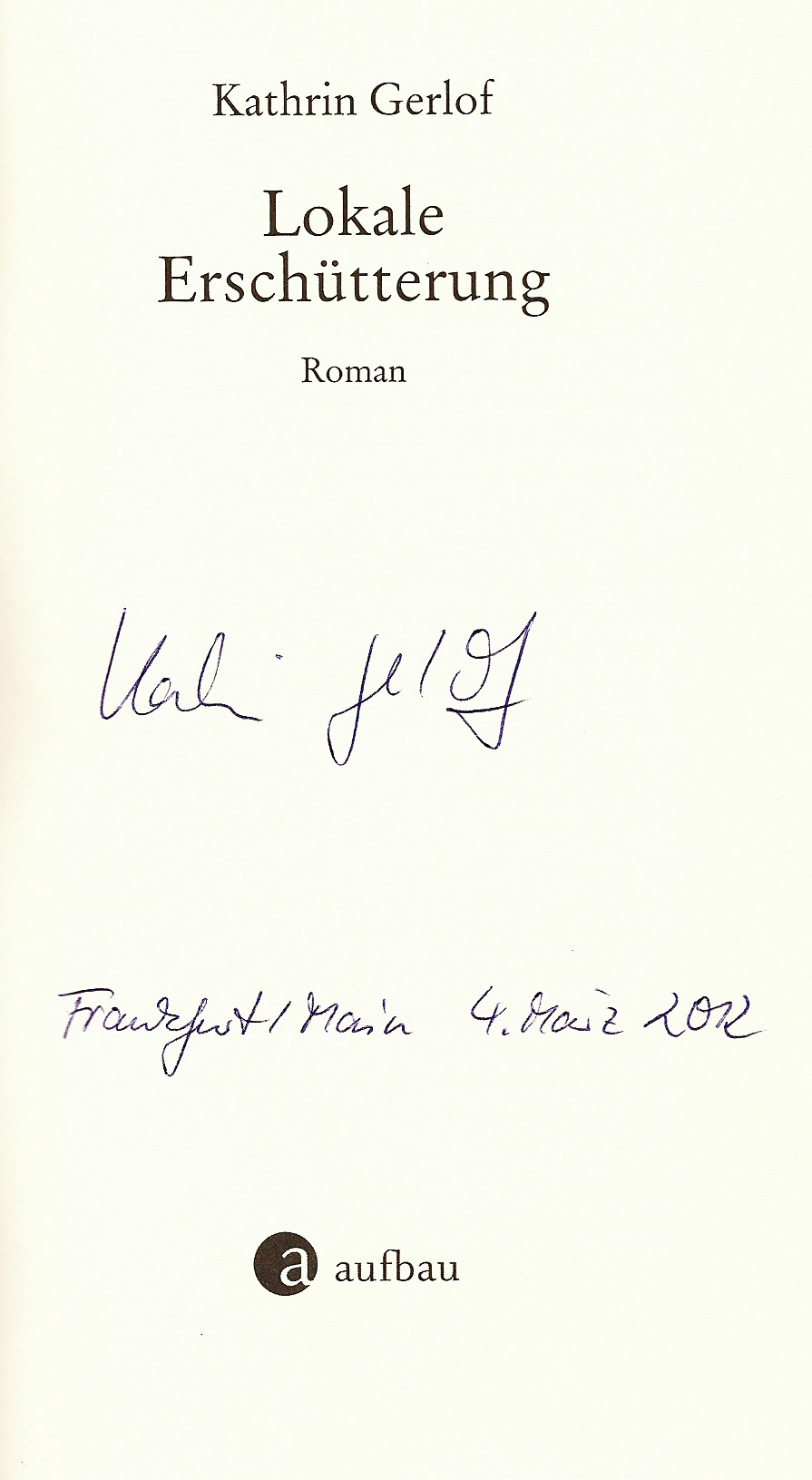
Autograph von Gerlof

- Autograph von GerlofGerhard Löwenthal, Karl-Eduard von Schnitzler. Fischer-Taschenbuch-Verlag, Frankfurt am Main 1999, ISBN 3-596-14183-4
- Teuermanns Schweigen. Roman, Aufbau Verlag, Berlin 2008, ISBN 978-3-351-03234-0
- Alle Zeit. Roman, Aufbau Verlag, Berlin 2009, ISBN 978-3-351-02703-2
- Lokale Erschütterung. Roman, Aufbau Verlag, Berlin 2011, ISBN 978-3-351-03357-6
- Das ist eine Geschichte. Roman, Aufbau Verlag, Berlin 2014, ISBN 978-3-351-03563-1
- Nenn mich November. Roman, Aufbau Verlag, Berlin 2018, ISBN 978-3-351-03723-9
- mit Thomas Böhm, Stephan Kaufmann und Sigrun Matthiesen: Finanzialisierung von Gesundheit und Pflege. 20 Jahre DRGs und Profite mit Kranken, Westfälisches Dampfboot, Münster 2024, ISBN 978-3-896-91141-4.